# Ibo loá
Ibo loá ou (Igbo loa), é um tipo de loá de origem africana, reverenciado no Haiti. Estes loá são ligados aos ibos. Eles são considerados tanto severos e gentis, enquanto o Petro do Vodu haitiano tendem a ser um ou outro, respectivamente.